# Dariusz Marcinkowski
Dariusz Marcinkowski (ur. 11 stycznia 1975 w Środzie Wielkopolskiej) – polski hokeista na trawie, olimpijczyk z Sydney 2000.
Zawodnik grający na pozycji pomocnika. Wielokrotny medalista mistrzostw Polski:
- złoty w roku 1999 (z klubem Grunwald Poznań),
- srebrny w latach 1998 (z klubem Grunwald Poznań), 2000 (z klubem Polonia Środa Wielkopolska),
- brązowy w roku 1997 (z klubem Polonia Środa Wielkopolska).

W reprezentacji Polski rozegrał 50 meczów (w latach 1995-2011) zdobywając w nich 2. bramki.
W roku 1996 zdobył z młodzieżową reprezentacją Polski tytuł halowego mistrza Europy.
Uczestnik mistrzostw Europy w roku 1999 w Padwie, podczas których Polska reprezentacja zajęła 9. miejsce.
Na igrzyskach w Sydney był członkiem polskiej drużyny, która zajęła 12. miejsce.